# Renate Neumann
Renate Neumann (* 31. März 1940 in Liegnitz) ist eine deutsche Bildhauerin und Zeichnerin.
1964 bis 1967 war sie Schülerin des Frankfurter Künstlers Walter Hergenhahn an der Abendschule der Städelschule.
Seit 1969, und insbesondere in den 1980er Jahren, machte sie bundesweit mit Ausstellungen auf sich aufmerksam, unter anderem 1979 durch die Teilnahme an der Gruppe „Wir“ in der Galerie C. Paul in München.
Die Künstlerin lebt mit ihrer Partnerin in Frankfurt am Main.